# VAX
VAX – architektura procesorów opracowana przez firmę Digital; także seria komputerów bazujących na tej architekturze. Ta 32-bitowa architektura opracowana została, aby zastąpić różne (wzajemnie niezgodne) architektury komputerów serii Programmed Data Processor (PDP).
Głównymi cechami architektury VAX-owej była obsługa wirtualnej pamięci implementowanej metodą stronicowania i tzw. ortogonalny zestaw instrukcji. VAX odbierany był jako kwintesencja CISC: posiadał bardzo dużą liczbę trybów adresowania i instrukcji maszynowych, włączając obsługę tak złożonych zagadnień jak dodawanie/usuwanie elementów kolejki.

## Nazwa
Nazwa VAX jest skrótem od Virtual Address eXtension (od ang. Rozszerzenie o Adresy Wirtualne) i były ku temu dwa powody: po pierwsze, komputery te były jednymi z pierwszych używającymi wirtualnej pamięci, a po drugie dlatego, że VAX był 32-bitowym rozszerzeniem starszego 16-bitowego komputera PDP-11. Pierwsze wersje VAX-a miały nawet tryb wstecznej zgodności, emulujący wiele spośród instrukcji starego PDP, w szczególności VAX-11, którego nazwa odnosiła się właśnie do rzeczonej zgodności. Późniejsze wersje przerzuciły tę funkcjonalność (jak i wiele z rzadziej używanych instrukcji CISC-owych) na system operacyjny.

## Systemy operacyjne
Domyślnym systemem operacyjnym był VAX/VMS (później przemianowany na OpenVMS, przeniesiony na Alphę). Architektura VAX i system operacyjny VMS były projektowane równolegle, aby najlepiej wykorzystać ich zalety: podobna historia powtórzyła się przy projektowaniu rozwiązania VAXcluster. Inne systemy operacyjne na VAX-a to Unix BSD, w różnych wydaniach włączając 4.3BSD, Ultrix-32, VAXELN i Xinu. Z nowszych warto wymienić NetBSD i OpenBSD obsługujące różne komputery VAX, a także pewne działania mające przystosować Linuxa do pracy na VAX-ach.

## Historia

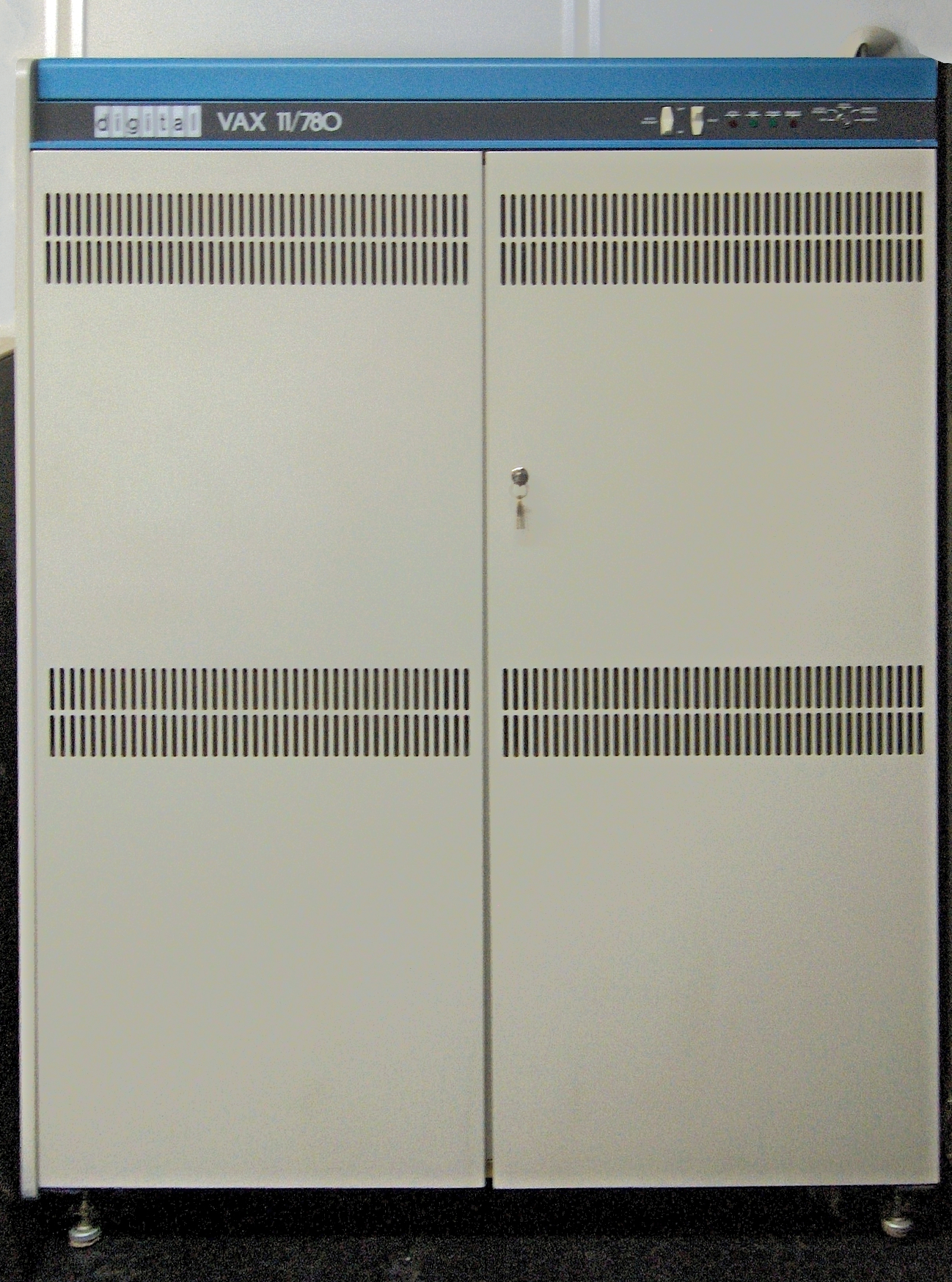
VAX-11/780

Pierwszą wprowadzoną na rynek maszyną VAX był VAX-11/780 pokazany akcjonariuszom Digitala 25 października 1977 r. Za architekturę odpowiedzialny był Bill Strecker, doktorant Gordona Bella na Uniwersytecie Carnegie Mellon. Powstało wiele modeli VAX różniących się wydajnością, funkcjonalnością i cenami. Superminikomputery VAX osiągnęły znaczną popularność w latach 80. XX w.
Przez pewien czas VAX-11/760 był punktem odniesienia w benchmarkowaniu procesorów, ponieważ jego szybkość wynosiła około 1 MIPS. Co ciekawe: rzeczywista liczba instrukcji wykonywanych w ciągu sekundy przez ten komputer była bliższa 500.000. Jako że jeden MIPS VAX-owy równał się prędkości VAX-11/760, komputer o wydajności 27 MIPS-ów VAX-owych wykonywałby ten sam program około 27 razy szybciej niż VAX-11/760. W obrębie społeczności Digitalowej częściej nazywano tę miarę VUP (VAX Unit of Performance – ang. VAX-owa Jednostka Wydajności), ponieważ MIPS-y jako takie nie są porównywalne między różnymi architekturami. Powiązanym z tym pojęciem jest cluster VUP, używany przy pomiarze wydajności rozwiązań VAXcluster. Wydajność tego komputera dalej jest podstawą w benchmarku BRL-CAD-a, narzędziu do analizy wydajności dołączonym do tego pakietu.

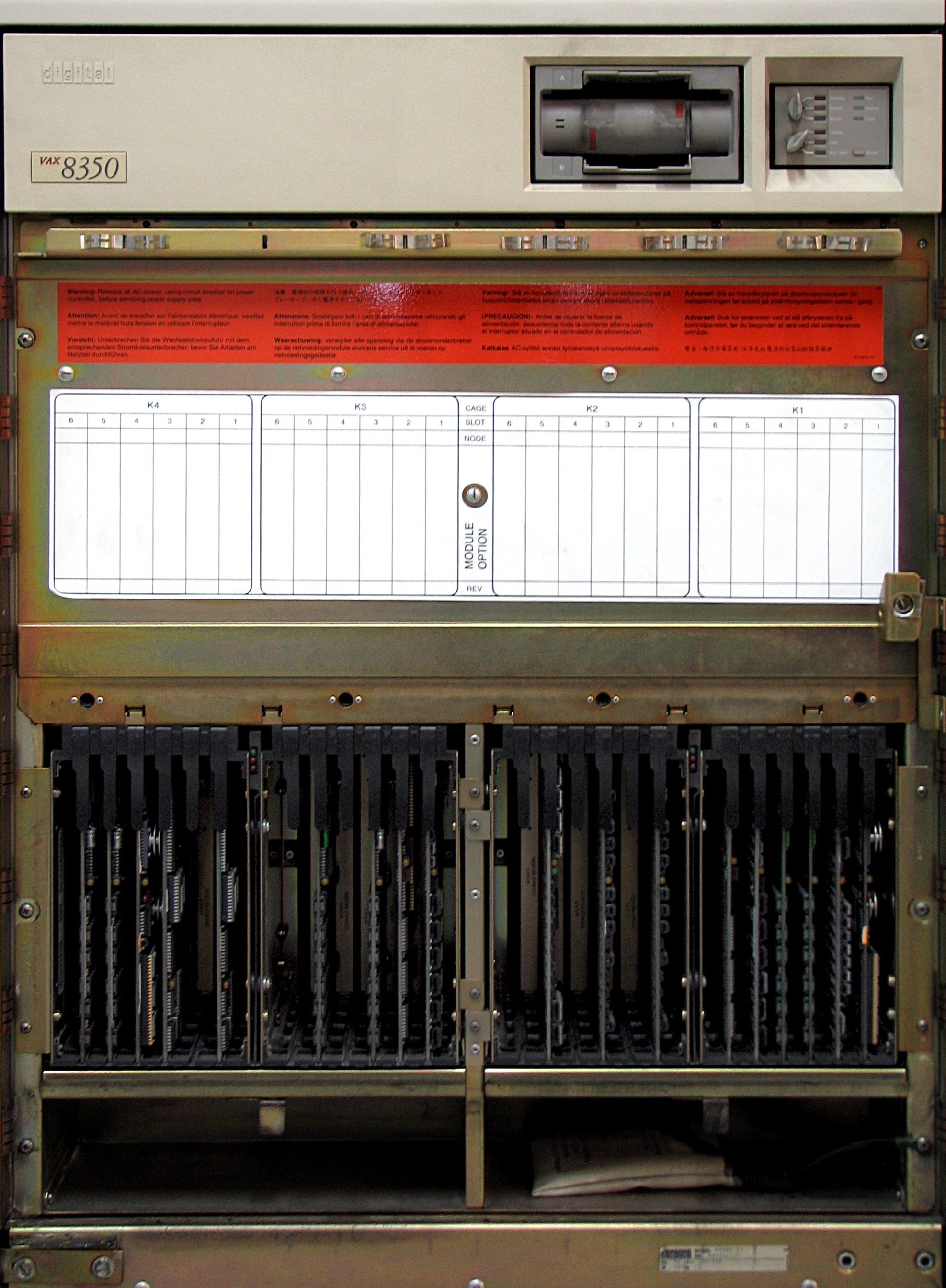
VAX 8350 – otwarty

VAX miał wiele różnych implementacji. Oryginalny CPU wykonany był w technologii TTL i zajmował więcej niż jedną szafę. Były też układy zbudowane z wielu macierzy bramek logicznych typu ECL lub technologii macrocell array  włączając superminikomputery VAX 8600 i 8800, jak i mainframe’a VAX 9000. CPU zbudowane z zestawów układów scalonych w technologii MOSFET znalazły zastosowanie w maszynach 8100 i 8200.
Ze znaczną zmianą w obrębie architektury VAX wiązał się komputer MicroVAX I: w czasie jego wprowadzenia na rynek technologia nie pozwalała jeszcze na zaimplementowanie pełnego zestawu instrukcji VAX jako pojedynczego układu VLSI (ani nawet jako zestawu układów VLSI, jak uczyniono to w procesorze V-11 systemów 8200 i 8300). Postanowiono więc zaimplementować najbardziej złożone elementy modelu programowego jako oprogramowanie emulujące pozostawiając sprzętową implementację jedynie najpotrzebniejszych operacji. Ten nowy podział znacznie ograniczył złożoność mikrokodu VAX-a, i był nazywany architekturą „MicroVAX”. W komputerze MicroVAX I ALU i rejestry zaimplementowane były na jednej macierzy bramek, a cała reszta funkcji kontrolnych przy pomocy konwencjonalnych układów logicznych.
Implementacja pełnego VLSI to mikroprocesor MicroVAX-a II: 78032 (lub DC333) CPU oraz 78132 (DC335) FPU. Był to jednocześnie pierwszy mikroprocesor wyposażony w MMU. MicroVAX II zbudowany był na bazie pojedynczej płyty procesorowej i obsługiwał system operacyjny MicroVMS lub Ultrix-32. Miał 1 MB wbudowanej pamięci i wykorzystywał szynę Q-22 z obsługą DMA. Liczni następcy MicroVAX-a II mieli znacznie poprawioną wydajność i pojemność pamięci.
Kolejne VAX-owe procesory VLSI to wyżej wymieniony V-11, CVAX, „SOC” (System on Chip, z ang. „System w jednym układzie”, czyli CVAX zbudowany w postaci jednego układu scalonego), Rigel, Mariah i NVAX. Mikroprocesory VAX rozwinęły się w niedrogie stacje robocze i zastąpiły bardziej rozbudowane modele VAX-ów. Tak szerokie spektrum typów komputerów (od mainframe do stacji roboczych) opartych na jednym modelu programowym nie było w tamtych czasach powszechne. Na procesorach CVAX były wymalowane różne ciekawe obrazki: na uwagę zasługuje napis „CVAX, jeśli zależy wam na tyle, że kradniecie to, co najlepsze” w łamanym rosyjskim, adresowany do inżynierów sowieckich, którzy dokonywali wstecznej inżynierii kradzionych komputerów DEC dla zastosowań wojskowych.
Ostatecznie architekturę VAX zastąpiły technologie RISC. W 1989 r. Digital wprowadził linie serwerów i stacji roboczych w architekturze MIPS (odpowiednio DECsystem i DECstation). W 1992 r. Digital wprowadził własną architekturę RISC, Alpha AXP, przemianowaną później na Alpha, i własny układ DECchip 21064: szybki, 64-bitowy procesor zdolny do obsługi systemu operacyjnego OpenVMS.
W sierpniu 2000 roku Compaq ogłosił, że VAX-y przestaną być oferowane klientom. W 2005 r. zakończona została produkcja komputerów VAX, ale stare maszyny są jeszcze w użyciu. W dalszym ciągu dostępne są programowe emulatory VAX-a: SRI CHARON-VAX oraz SIMH.

## Architektura procesora
| Architektura procesora w skrócie |                               |
| Nazwa                            | VAX                           |
| Projektant                       | Digital Equipment Corporation |
| Liczba bitów                     | 32                            |
| Rok wprowadzenia                 | 1977                          |
| Typ                              | CISC, Pamięć-pamięć           |
| Wielkość rozkazów                | różna (od 1 do 321 bajtów)    |
| Kolejność bajtów                 | Little endian                 |
| Rozszerzenia                     | VAXvector                     |
| Liczba rejestrów                 | 16                            |

### Mapa pamięci wirtualnej
Pamięć wirtualna komputera VAX podzielona była na 4 sekcje po 1 GB każda (gigabajt w tym kontekście oznacza 230 bajtów):
| Sekcja | Zakres adresów (szesnastkowo) |
| ------ | ----------------------------- |
| P0     | 0x00000000 – 0x3fffffff       |
| P1     | 0x40000000 – 0x7fffffff       |
| S0     | 0x80000000 – 0xbfffffff       |
| S1     | 0xc0000000 – 0xffffffff       |

W systemie operacyjnym VMS P0 była używana na procesy w przestrzeni użytkownika, P1 na stos, S0 na system operacyjny, a S1 była zarezerwowana.

### Poziomy uprzywilejowania
VAX korzystał z czterech poziomów (trybów) uprzywilejowania:
| Lp. | Tryb       | Użycie w systemie VMS      | Uwagi                             |
| --- | ---------- | -------------------------- | --------------------------------- |
| 0   | Kernel     | Jądro systemu operacyjnego | Najwyższy poziom uprzywilejowania |
| 1   | Executive  | System plików              |                                   |
| 2   | Supervisor | Powłoka (DCL)              |                                   |
| 3   | User       | Zwykłe programy            | Najniższy poziom uprzywilejowania |

### Rejestr stanu procesora
| CM | TP | MBZ | FD | IS | cmod | pmod | MBZ | IPL | MBZ | DV | FU | IV | T | N | Z | V | C |
| -- | -- | --- | -- | -- | ---- | ---- | --- | --- | --- | -- | -- | -- | - | - | - | - | - |
| 31 | 30 | 29  | 27 | 26 | 25   | 23   | 21  | 20  | 15  | 7  | 6  | 5  | 4 | 3 | 2 | 1 | 0 |

| Bity  | Nazwa                                     | Komentarz                                                                          |
| ----- | ----------------------------------------- | ---------------------------------------------------------------------------------- |
| 31    | PDP-11 compatibility mode                 | ang. tryb zgodności z PDP-11                                                       |
| 30    | trace pending                             | dotyczy śledzenia wykonania programu                                               |
| 29:28 | MBZ (must be zero)                        | zawsze zero                                                                        |
| 27    | first part done (interrupted instruction) | dotyczy przerwania                                                                 |
| 26    | interrupt stack                           | stos przerwania                                                                    |
| 25:24 | current privilege mode                    | obecny poziom uprzywilejowania                                                     |
| 23:22 | previous privilege mode                   | poprzedni poziom uprzywilejowania                                                  |
| 21    | MBZ (must be zero)                        | zawsze zero                                                                        |
| 20:16 | IPL (interrupt priority level)            | granica poziomu priorytetu dla przerwań                                            |
| 15:8  | MBZ (must be zero)                        | zawsze zero                                                                        |
| 7     | decimal overflow trap enable              | sterowanie zachowaniem w przypadku przepełnienia w przypadku operacji dziesiętnych |
| 6     | floating-point underflow trap enable      | jw., ale dotyczy operacji zmiennoprzecinkowych                                     |
| 5     | integer overflow trap enable              | jw., ale dotyczy zwykłych operacji całkowitoliczbowych                             |
| 4     | trace                                     | śledzenie wykonania                                                                |
| 3     | negative                                  | wynik ostatniej ujemny                                                             |
| 2     | zero                                      | wynik ostatniej operacji zerowy                                                    |
| 1     | overflow                                  | czy nastąpiło przepełnienie?                                                       |
| 0     | carry                                     | bit przeniesienia                                                                  |

## Komputery w technologii VAX
Pierwszym był VAX-11/760 z rodziny VAX-11, we wczesnych latach 80. został on zastąpiony przez high-endowy VAX 8000. Również w latach 80. do rodziny VAX dołączył MicroVAX i VAXstation. Następcą MicroVAX-a był VAX 4000, a VAX 8000 – VAX 6000. W późnych latach 80. zaprezentowano system klasy mainframe, VAX 9000. Na początku lat 90. wprowadzono odporne na awarie komputery VAXft i zgodne z Alphą VAX 7000/10000. Wiele maszyn VAX było również sprzedawanych w wersji VAXserver.

### Projekty porzucone
Nie udało się ukończyć projektu BVAX high-endowego VAX-a w technologii ECL. Takoż nie wprowadzono w życie dwóch innych ECL-owych projektów: „Argonaut” i „Raven”. Nigdy nie dostarczono także VAX-a znanego jako „Gemini” (który był projektem awaryjnym na wypadek porażki systemu Scorpio).

### Klony
Istniały liczne „klony”, zarówno autoryzowane, jak i pirackie. Wśród nich wymienić warto:
- Klony wczesnych VAX-ów produkowane przez Systime Ltd z Wlk. Brytanii. Na przykład Systime 8750 (odpowiednik komputera VAX 11/750)[14].
- Odporne VAX-y odpowiadające specyfikacjom wojskowym oferowane przez Norden Systems jako MIL VAX[2].
- Węgierskie klony budowane przez Narodowy Instytut Badań Fizycznych (KFKI). Były to klony wczesnych VAX-ów, i nazwane były TPA-11/540, /560 i /580[15].
- SM 52/12[16] z Czechosłowacji: opracowane przez VUVT w Żylinie i produkowane od 1986 r. przez ZVT w Bańskiej Bystrzycy.

## Fotografie

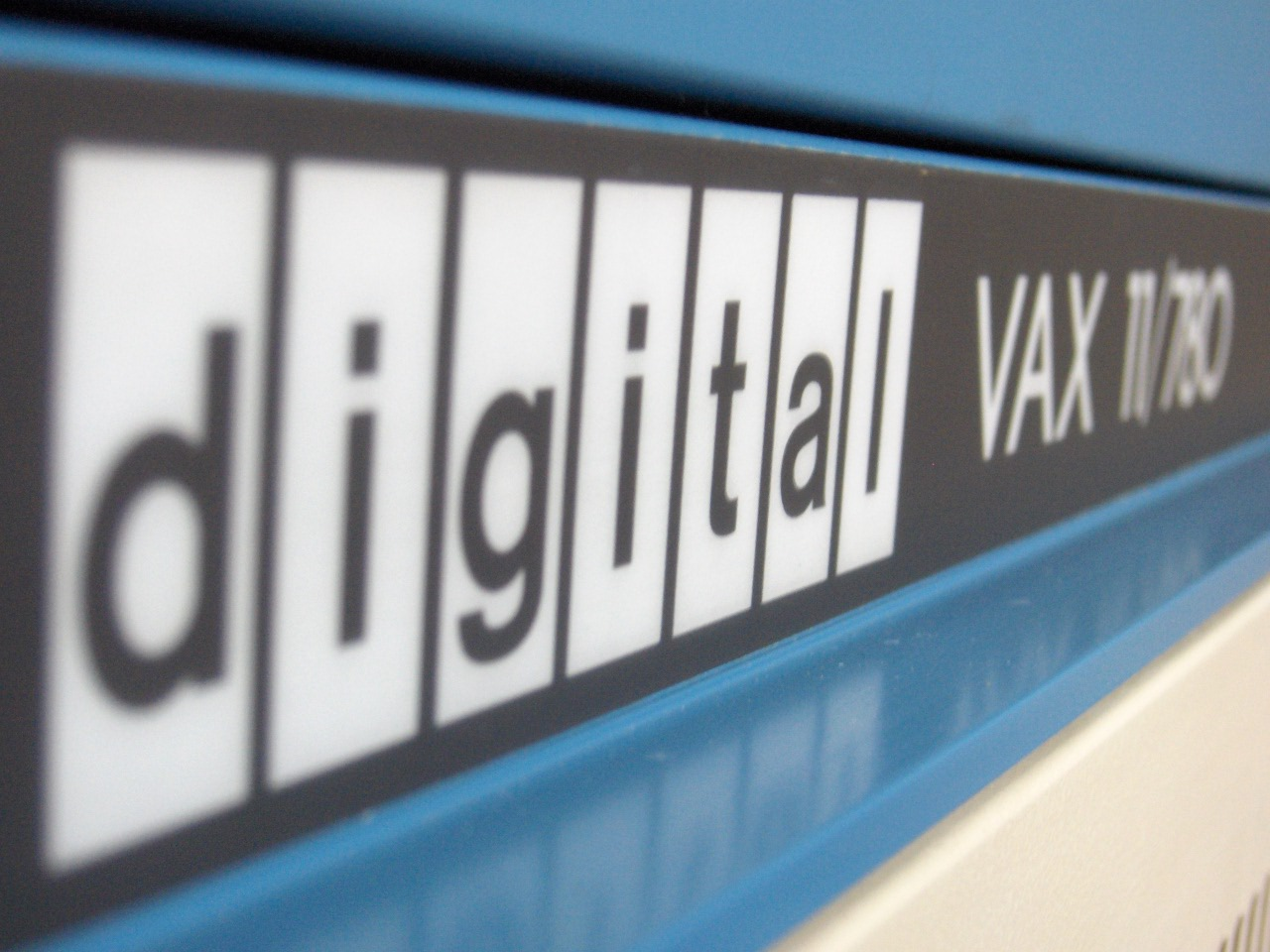
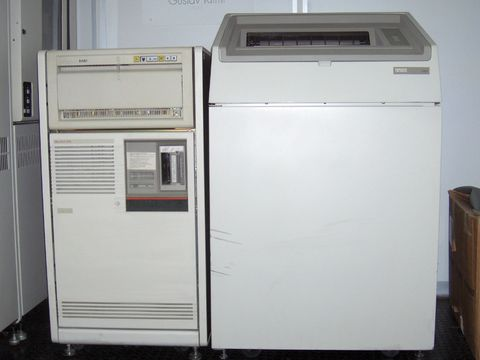
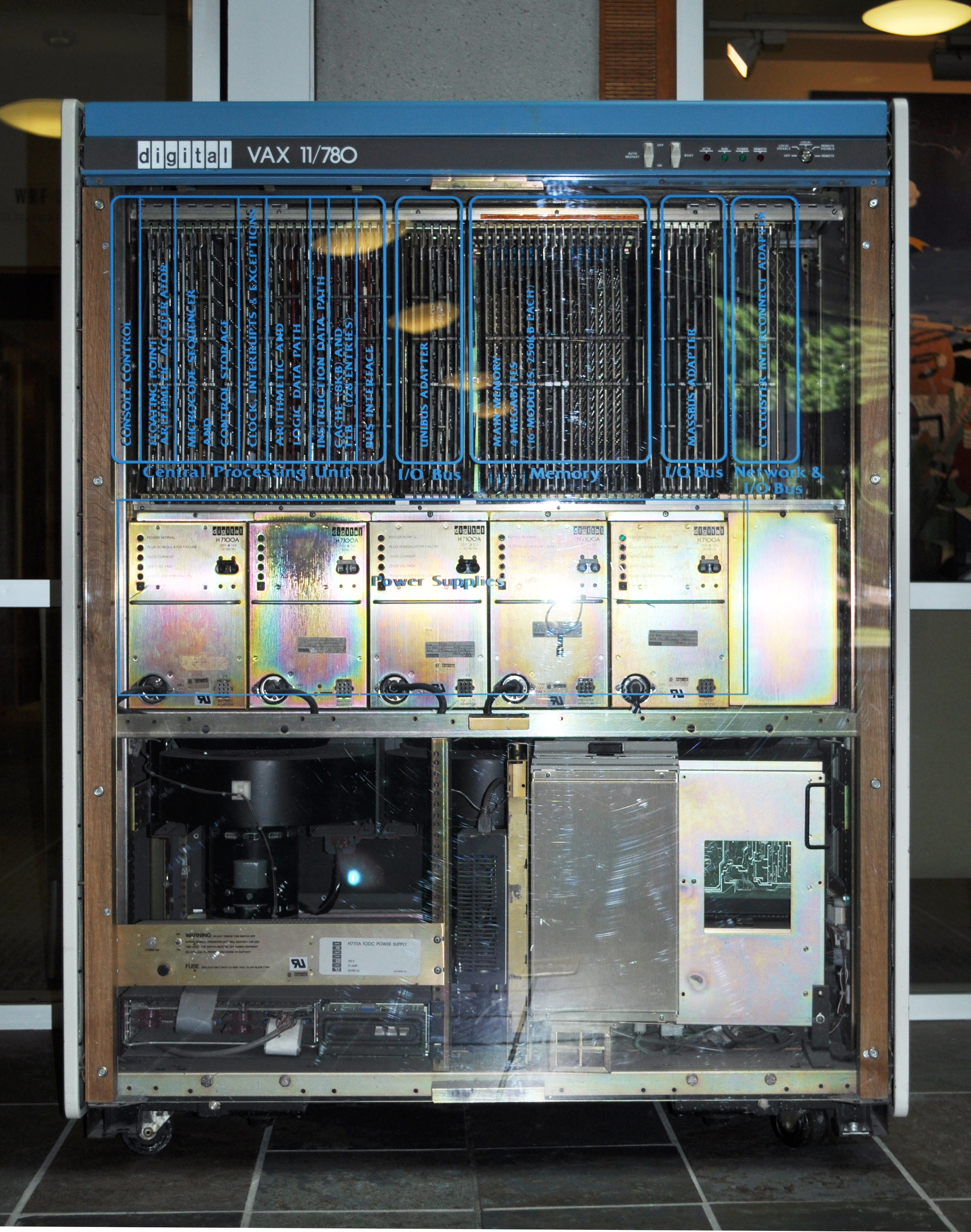